# Supersolido
Lo stato supersolido è uno stato della materia condensata che possiede contemporaneamente una struttura cristallina e le proprietà di un superfluido, tra cui, in particolare, quella per cui suoi atomi possono scorrere senza attrito. Un supersolido è un materiale nel quale gli atomi hanno raggiunto lo stato quantico di minima energia e gli atomi riescono a scorrere tra di loro con viscosità nulla. Questo particolare stato della materia è predetto per basse temperature. Inizialmente si pensava che l'elio 4 a 230 mK avesse una transizione di fase a supersolido, ma le osservazioni di questa transizione sono state poi smentite.
Nella maggior parte delle teorie su questo stato, è supposto che i "posti vacanti", siti vuoti normalmente occupati da particelle in un cristallo ideale, esistono anche allo zero assoluto. Questi posti vacanti sono causati dall'Energia di punto zero, che causa anche il movimento da un sito ad un altro come delle onde. Giacché i posti vacanti sono bosoni, se tale nuvola di posti vacanti esistesse a temperature estremamente basse sarebbe l'equivalente di un superfluido di particelle in direzione opposta.
Malgrado la presenza di gas di posti vacanti, la struttura ordinata del cristallo sarebbe mantenuta, sebbene con una media di meno di una particella in ogni sito del reticolo.

## Sperimentazioni
Sebbene diversi esperimenti abbiano prodotto risultati negativi negli anni '80, John Goodkind scoprì la prima anomalia in un solido usando ultrasuoni. Ispirato dalle sue osservazioni, Eun-Seong Kim e Moses Chan della Pennsylvania State University videro fenomeni interpretabili come il comportamento di un supersolido .
Osservarono in particolare ciò che chiamarono inerzia rotazionale non classica, un inusuale deaccoppiamento dell'elio solido dalle pareti di un contenitore che non poteva essere spiegato dai modelli classici ma al deaccoppiamento simile ad un superfluido in una piccola percentuale di atomi.
Nel 2012, Chan  ripeté il suo esperimento originale con un nuovo apparato che fu progettato per eliminare qualsiasi contributo di elasticità dall'elio, ma non fu trovata alcuna prova della supersolidità. 
Il 13 aprile 2016, ricercatori del Politecnico federale di Zurigo (ETH) pubblicano su Nature i risultati di un loro esperimento in cui hanno utilizzato atomi di rubidio portati ad una temperatura prossima allo zero assoluto e hanno osservato delle transizioni di fase che in alcune condizioni sono associabili al fenomeno della supersolidità, così confermando la teoria che prevedeva queste transizioni in modo diretto.
Il 16 aprile 2019, ricercatori del Cnr e dell’Università di Firenze, insieme a colleghi di Stoccarda e Innsbruck, hanno annunciato di aver osservato, in un esperimento condotto nel laboratorio dell’Istituto nazionale di ottica di Pisa (Cnr-Ino) per la prima volta un supersolido con condensati di Bose-Einstein.